# Grammodes monodonta
Grammodes monodonta là một loài bướm đêm trong họ Erebidae.